# Новый Утямыш
Новый Утямыш  — село в Лениногорском районе Татарстана. Входит в состав Новоиштерякского сельского поселения.

## География
Находится в южной части Татарстана на расстоянии приблизительно 37 км на запад-юго-запад по прямой от районного центра города Лениногорск на границе с Самарской областью.

## История
Основано в 1770-х годах переселенцами из села Старый Утямыш. До 1860-х годов жители входили в сословье тептярей.

## Население
Постоянных жителей было: в 1785 году — 39 душ мужского пола, в 1889—129, в 1910—207, в 1920—327, в 1926—258, в 1938—249, в 1949—245, в 1958—205, в 1970—183, в 1979—132, в 1989 — 39, в 2002 году 18 (татары 100 %), в 2010 году 6.